# Okresní soud v Náchodě
Okresní soud v Náchodě je okresní soud se sídlem v Náchodě, jehož odvolacím soudem je Krajský soud v Hradci Králové. Soud se nachází ve starší budově s bezbariérovým přístupem na Palachově ulici a rozhoduje jako soud prvního stupně ve všech trestních a civilních věcech, ledaže jde o specializovanou agendu (nejzávažnější trestné činy, insolvenční řízení, spory ve věcech obchodních korporací, hospodářské soutěže, duševního vlastnictví apod.), která je svěřena krajskému soudu.

## Soudní obvod
Obvod Okresního soudu v Náchodě se shoduje s okresem Náchod, patří do něj tedy území těchto obcí:
Adršpach •
Bezděkov nad Metují •
Bohuslavice •
Borová •
Božanov •
Broumov •
Brzice •
Bukovice •
Černčice •
Červená Hora •
Červený Kostelec •
Česká Čermná •
Česká Metuje •
Česká Skalice •
Dolany •
Dolní Radechová •
Hejtmánkovice •
Heřmanice •
Heřmánkovice •
Horní Radechová •
Hořenice •
Hořičky •
Hronov •
Hynčice •
Chvalkovice •
Jaroměř •
Jasenná •
Jestřebí •
Jetřichov •
Kramolna •
Křinice •
Lhota pod Hořičkami •
Libchyně •
Litoboř •
Machov •
Martínkovice •
Mezilečí •
Mezilesí •
Meziměstí •
Nahořany •
Náchod •
Nové Město nad Metují •
Nový Hrádek •
Nový Ples •
Otovice •
Police nad Metují •
Provodov-Šonov •
Přibyslav •
Rasošky •
Rožnov •
Rychnovek •
Říkov •
Sendraž •
Slatina nad Úpou •
Slavětín nad Metují •
Slavoňov •
Stárkov •
Studnice •
Suchý Důl •
Šestajovice •
Šonov •
Teplice nad Metují •
Velichovky •
Velká Jesenice •
Velké Petrovice •
Velké Poříčí •
Velký Třebešov •
Vernéřovice •
Vestec •
Vlkov •
Vršovka •
Vysoká Srbská •
Vysokov •
Zábrodí •
Zaloňov •
Žďár nad Metují •
Žďárky •
Žernov